# Zeugen des Jahrhunderts
Zeugen des Jahrhunderts ist eine Interview-Reihe des ZDF mit Personen der Zeitgeschichte, die von wechselnden Gesprächspartnern befragt werden.

## Historie
In der ersten Ausgabe im Jahr 1979 sprach Walther Schmieding mit Wolfgang Stresemann zum 50. Todestag seines Vaters, des Reichskanzlers und Außenministers Gustav Stresemann. Die Sendungen waren zwischen 45 und 75 Minuten lang, was für manche Gesprächspartner nicht ausreichend war. Rund 20 der über 300 Gespräche wurden in zwei Teilen ausgestrahlt, beispielsweise die Gespräche mit den früheren Bundeskanzlern Kurt Georg Kiesinger und Willy Brandt und dem Philosophen Leo Löwenthal. Die Gespräche mit dem Zukunftsforscher Robert Jungk und dem Medienwissenschaftler und Kunstpädagogen Rudolf Arnheim wurden sogar in drei Teilen gesendet.
Weitere Jahrhundertzeugen waren unter anderem Otto von Habsburg, Louis Ferdinand von Preußen, Henry Kissinger, Willy Brandt, Richard von Weizsäcker, Bruno Kreisky, Golo Mann, Hans Abich, H.G. Adler, Jean Améry, Lew Kopelew, Nahum Goldmann, Simon Wiesenthal, Heiner Müller, Gregor von Rezzori, Johannes Mario Simmel, Ephraim Kishon, Gerd Bucerius, Marion Gräfin Dönhoff, Reinhard Mohn, Axel Springer, George Weidenfeld, André Kostolany, Teddy Kollek, Josef Neckermann, Ferry Porsche, Yehudi Menuhin, Herbert von Karajan, Ossip K. Flechtheim, Norbert Elias, Josef Pieper, Ernst Fuchs, Hans Küng, Klaus Scholder, Dorothee Sölle, Ivan Nagel, Rolf Boysen, Peter Wapnewski, Lore Lorentz, Eddie Constantine  und Isa Vermehren.
Die Reihe lief in unregelmäßigen Abständen, in den ersten zehn Jahren meistens auf Sendeplätzen vor 23 Uhr, in den nächsten zehn Jahren meistens kurz vor Mitternacht. 1999 zeigte das ZDF anlässlich des 20-jährigen Bestehens der Reihe immer wieder alte Folgen in langen „Zeugen des Jahrhunderts“-Nächten. Bis 2004 wurde die Nacht fortan der Sendeplatz für die Zeugen im neuen Jahrhundert.
Interviewer bzw. Moderatoren waren in der Regel Journalisten, zuweilen auch Publizisten und Historiker; eine gewisse inhaltliche Grundsympathie liegt – gerade auch bei Gesprächen mit Politikern – bei vielen Fragestellern vor. Moderatoren waren u. a. Arnulf Baring, Gero von Boehm, François Bondy, Leo Brawand, Klaus Bresser, Jürgen Busche, Axel Eggebrecht, Ruprecht Eser, Joachim Fest, Peter Glotz, Johannes Gross, Ingo Hermann, Ludolf Herrmann, Michael Jungblut, Hans-Christoph Knebusch, Guido Knopp, Peter Koslowski, Dieter Kronzucker, Volker Kühn, Gerhard Löwenthal, Alexander U. Martens, Frank A. Meyer, Marlies Menge, Hans Mohl, Volker Panzer, Iris Radisch, Dirk Sager, Markus Schächter, Horst Schättle, Frank Schirrmacher, Klaus-Peter Siegloch, Karl Schnelting, Hanns Werner Schwarze, Theo Sommer, Gustav Trampe, Carola Wedel, Roger Willemsen, Johannes Willms und Dieter Zimmer.
Hans Abich, Axel Eggebrecht, Joachim Fest und Marcel Reich-Ranicki waren in der Sendereihe bislang die einzigen, die sowohl befragte Zeitzeugen waren wie auch einladende Gesprächspartner.
Im Jahr 2014 wurde die Reihe neu aufgelegt. Der Sendeplatz rückte auf den späten Abend. Als Zeitzeuge eingeladen war, anlässlich seines 70. Geburtstages, der ehemalige Bundeskanzler Gerhard Schröder. Gesprächspartner war ZDF-Intendant Thomas Bellut. Der ehemalige Bundesaußenminister Hans-Dietrich Genscher und der ZDF-Gründungsintendant Karl Holzamer sind die einzigen Zeitzeugen, die jeweils zweimal Gast der Sendereihe waren.
Viele Gespräche sind in Taschenbuch-Ausgaben erschienen, so auch das Gespräch, das Joachim Fest 1984 mit Marcel Reich-Ranicki führte. In dem „Zwischen Diktatur und Literatur“ betitelten Band erzählte Reich-Ranicki erstmals ausführlich einer breiten Öffentlichkeit über sein Schicksal vor allem während der NS-Zeit, zwölf Jahre bevor seine Autobiografie „Mein Leben“ ein großer Verkaufserfolg wurde.

## Episodenliste
Die nachfolgende Liste umfasst 291 (Stand: Januar 2021) der laut ZDF-Angaben über 300 (Angaben von April 2014) gesendeten Gespräche. Zahlreiche Gespräche sind inzwischen ganz oder in Teilen auf Webportalen aufrufbar. Zudem werden häufiger einzelne Sendungen, mitunter auch zu Themenblöcken gebündelt, auf den Spartenkanälen des ZDF sowie auf Phoenix und 3sat wiederholt.
Episodenliste nach Erstausstrahlung:
| Datum                              | „Zeuge des Jahrhunderts“ | im Gespräch mit                         |
| ---------------------------------- | --- | --------------------------------------- |
| 23.09.1979                         | Stresemann, Wolfgang (1904–1998), Jurist, Dirigent und Komponist, Sohn Gustav Stresemanns | Schmieding, Walter                      |
| 28.10.1979                         | Améry, Jean (1912–1978), Schriftsteller, Verfolgter im Nationalsozialismus | Hermann, Ingo                           |
| 29.10.1979                         | Sternberger, Dolf (1907–1989), Politikwissenschaftler, Journalist | Lange, Hans Joachim                     |
| 11.11.1979                         | Schmid, Carlo (1896–1979), Politiker (SPD), Staatsrechtler | Zahn, Peter von                         |
| 25.11.1979                         | Weiss, Louise (1893–1983), europäische Politikerin und Feministin | Bondy, Francois                         |
| 14.01.1980, 20.01.1980             | Feuchtwanger, Marta (1891–1987), Muse, Ehefrau Lion Feuchtwangers | Hoffmeister, Reinhart                   |
| 18.01.1980                         | Marcuse, Herbert (1898–1979), Philosoph, Soziologe, Politikwissenschaftler | Mannfeld, Wiltrud                       |
| 17.08.1980                         | Delbrück, Max (1906–1981), Genetiker und Biophysiker, Nobelpreisträger | Zahn, Peter von                         |
| 25.08.1980, 01.09.1980             | Lorenz, Konrad (1903–1989), Zoologe und Verhaltensforscher | Kreuzer, Franz                          |
| 15.09.1980                         | Frankl, Viktor E. (1905–1997), Neurologe und Psychiater | Kreuzer, Franz                          |
| 12.01.1981                         | Dirks, Walter (1901–1991), katholischer Publizist und Journalist | Hermann, Ingo                           |
| 19.01.1981                         | Abs, Hermann Josef (1901–1994), Bankmanager (Deutsche Bank) | Fest, Joachim                           |
| 19.02.1981                         | Weichmann, Herbert (1896–1983), Politiker (SPD) | Fest, Joachim                           |
| 25.05.1981                         | Popper, Karl (1902–1994), Philosoph | Kreuzer, Franz                          |
| 31.05.1981                         | Möller, Alex (1903–1985), Politiker (SPD) | Hammerschmidt, Helmut                   |
| 24.08.1981                         | Gerstenmaier, Eugen (1906–1986), evang. Theologe, Politiker (CDU), NS-Gegner | Gross, Johannes                         |
| 19.10.1981                         | Buber-Neumann, Margarete (1901–1989), Kommunistin, NS-Verfolgte, Publizistin | Dürr, Heidi                             |
| 04.01.1982                         | Schäfer, Walter Erich (1901–1981), Dramaturg, Schriftsteller, Landwirt | Binder, Konrad                          |
| 08.02.1982                         | Reichmann, Eva G. (1897–1998), Historikerin und Soziologin | Lamm, Hans                              |
| 01.03.1982                         | Steinhoff, Johannes (1913–1994), Jagdflieger, General der Bundeswehr | Woller, Rudolf                          |
| 11.04.1982                         | Wickert, Erwin (1915–2008), Diplomat und Schriftsteller | Dambmann, Gerhard                       |
| 02.05.1982                         | Springer, Axel (1912–1985), Zeitungsverleger | Löwenthal, Gerhard                      |
| 24.05.1982                         | Nell-Breuning, Oswald von (1890–1991), Jesuit, Nationalökonom, Sozialphilosoph | Hammerschmidt, Helmut                   |
| 07.07.1982                         | Mehnert, Klaus (1906–1984), Journalist und Publizist | Hagen, Volker von                       |
| 11.07.1982                         | Jonas, Hans (1903–1993), Philosoph | Hermann, Ingo                           |
| 23.08.1982                         | Schad, Christian (1894–1982), Maler der Neuen Sachlichkeit | Knebusch, Hans-Christoph                |
| 05.09.1982                         | Goldmann, Nahum (1895–1982), Präsident des Jüdischen Weltkongresses | Harprecht, Klaus                        |
| 04.10.1982                         | Scharf, Kurt (1902–1990), evangelischer Bischof von Berlin, EKD-Ratsvorsitzender | Schelz, Sepp                            |
| 25.10.1982                         | Heusinger, Adolf (1897–1982), Generalstab der Wehrmacht, Generalinspekteur | Woller, Rudolf                          |
| 15.11.1982                         | Kreisky, Bruno (1911–1990), österreichischer Politiker (SPÖ), Bundeskanzler | Bresser, Klaus                          |
| 06.12.1982                         | Wiesenthal, Simon (1908–2005), Überlebender des Holocaust, Publizist | Knopp, Guido                            |
| 27.12.1982                         | Kogon, Egon (1903–1987), Publizist, Soziologe, Politikwissenschaftler | Hoffmeister, Reinhart                   |
| 21.02.1983                         | Schelsky, Helmut (1912–1984), Soziologe | Herrmann, Ludolf                        |
| 21.03.1983                         | Birrenbach, Kurt (1907–1987), Industriemanager und Politiker (CDU) | Herrmann, Ludolf                        |
| 05.04.1983, 07.04.1983             | Karajan, Herbert von (1908–1989), Dirigent | Müller, Friedrich                       |
| 03.10.1983                         | Haftmann, Werner (1912–1999), Kunsthistoriker | Schmidt, Doris                          |
| 17.10.1983                         | Ledig-Rowohlt, Heinrich Maria (1908–1992), Verleger | Martens, Alexander U.                   |
| 14.11.1983                         | Leber, Georg (1920–2012), Gewerkschaftsführer und Politiker (SPD) | Gillessen, Günther                      |
| 28.11.1983                         | Eschenburg, Theodor (1904–1999), Politikwissenschaftler und Staatsrechtler | Kustermann, Peter                       |
| 11.12.1983                         | Müller, Gebhard (1900–1990), Politiker (CDU) und Bundesverfassungsrichter | Kustermann, Peter                       |
| 19.12.1983                         | Grewe, Wilhelm (1911–2000), Professor des Völkerrechts und deutscher Diplomat | Dambmann, Gerhard                       |
| 22.12.1983                         | Bill, Max (1908–1994), Schweizer Architekt, Künstler und Designer | Schmidt, Doris                          |
| 22.01.1984                         | Kollek, Teddy (1911–2007), israelischer Politiker, Bürgermeister von Jerusalem | Radke, Rudolf                           |
| 30.01.1984                         | Eggebrecht, Axel (1899–1991), Journalist und Schriftsteller | Abich, Hans                             |
| 07.02.1984                         | Sperber, Manès (1905–1984), Schriftsteller, Sozialpsychologe und Philosoph | Isler, Rudolf                           |
| 11.03.1984                         | Rahner, Karl (1904–1984), katholischer Theologe | Krauss, Meinold                         |
| 05.04.1984, 08.04.1984             | Kiesinger, Kurt Georg (1904–1988), Politiker (CDU), Bundeskanzler | Schättle, Horst                         |
| 15.04.1984                         | Mann, Golo (1909–1994), Historiker, Publizist und Schriftsteller | Meyer, Frank A.                         |
| 13.05.1984                         | Lindtberg, Leopold (1902–1984), Schweizer Theater- und Filmregisseur | Oppenheim, Roy                          |
| 20.05.1984                         | Frommel, Wolfgang (1902–1986), Schriftsteller | Figge, Klaus                            |
| 24.06.1984                         | Daume, Willi (1913–1996), Unternehmer und Sportfunktionär | Spiegel, Alfons                         |
| 01.07.1984, 12.07.1984             | Löwenthal, Leo (1900–1993), Literatursoziologe und Philosoph | Koslowski, Peter                        |
| 26.08.1984                         | Wagner, Wolfgang (1919–2010), Opernregisseur, Leiter der Bayreuther Festspiele | Müller, Friedrich                       |
| 16.09.1984                         | Quadflieg, Will (1914–2003), Theaterschauspieler | Löbl, Karl                              |
| 04.11.1984                         | Liebermann, Rolf (1910–1999), Komponist und Intendant | Bünte, Hans                             |
| 02.12.1984, 22.01.1985             | Reich-Ranicki, Marcel (1920–2013), Literaturkritiker | Fest, Joachim                           |
| 05.12.1984                         | Holzamer, Karl (1906–2007), Philosoph, Pädagoge, Intendant des ZDF | Dambmann, Gerhard                       |
| 02.01.1985                         | Salis, Jean Rudolf von (1901–1996), Historiker und Publizist | Häsler, Alfred A.                       |
| 06.01.1985                         | Stuckenschmidt, Hans Heinz (1901–1988), Musikwissenschaftler und -kritiker | Bünte, Hans                             |
| 10.02.1985                         | Beckmann, Joachim (1901–1987), evangelischer Theologe, Präses | Scholder, Klaus                         |
| 09.04.1985                         | Dürckheim, Karlfried Graf (1896–1988), Diplomat und Psychotherapeut | Schnelting, Karl B.                     |
| 02.06.1985                         | Hippius, Maria (1909–2003), Psychologin | Schnelting, Karl B.                     |
| 25.06.1985                         | Zuse, Konrad (1910–1995), Erfinder und Unternehmer, Computer-Pionier | Balkhausen, Dieter                      |
| 30.06.1985                         | Bettelheim, Bruno (1903–1990), Psychoanalytiker und Kinderpsychologe | Hermann, Ingo                           |
| 09.07.1985                         | Ehre, Ida (1900–1989), Schauspielerin und Theaterleiterin | Schelz, Sepp                            |
| 13.08.1985                         | Siemens, Ernst von (1903–1990), Industrieller, Enkel Werner von Siemens | Müller, Friedrich                       |
| 20.08.1985                         | Krenek, Ernst (1900–1991), Komponist | Bünte, Hans                             |
| 25.08.1985                         | Rhein, Eduard (1900–1993), Erfinder, Publizist und Journalist | Müller, Friedrich                       |
| 04.09.1985                         | Körber, Kurt A. (1909–1992), Unternehmer, Stifter | Brawand, Leo                            |
| 24.09.1985                         | Rosenberg, Alfons (1902–1985), Schriftsteller | Hermann, Ingo                           |
| 29.09.1985                         | Neckermann, Josef (1912–1992), Versandhändler, Dressurreiter | Spiegel, Alfons                         |
| 12.11.1985                         | Kopelew, Lew (1912–1997), russischer Germanist, Schriftsteller und Humanist | Meyer, Frank A.                         |
| 22.12.1985                         | Volk, Kardinal Hermann (1903–1988), Bischof von Mainz | Albus, Michael                          |
| 12.01.1986                         | Lévinas, Emmanuel (1906–1995), französischer Philosoph und Autor | Albus, Michael                          |
| 23.02.1986                         | Dönhoff, Marion Gräfin (1909–2002), Journalistin, Publizistin (Die Zeit) | Schächter, Markus                       |
| 16.03.1986                         | Thielicke, Helmut (1908–1986), evangelischer Theologe | Krauss, Meinold                         |
| 25.03.1986                         | Barlog, Boleslaw (1906–1999), Regisseur und Theaterintendant | Knebusch, Hans-Christoph                |
| 24.04.1986                         | Schiller, Karl (1911–1994), Wissenschaftler, Politiker (SPD) | Balkhausen, Dieter                      |
| 29.04.1986                         | Hahn, Wilhelm (1909–1996), evang.-lutherischer Theologe, Politiker (CDU) | Kustermann, Peter                       |
| 01.05.1986                         | Höcherl, Hermann (1912–1989), Politiker (CSU) | Posselt, Wolf                           |
| 12.05.1986                         | Bergner, Elisabeth (1897–1986), Schauspielerin und Regisseurin | Knebusch, Hans-Christoph                |
| 15.05.1986                         | Butenandt, Adolf (1903–1995), Biochemiker, Nobelpreisträger | Koslowski, Peter                        |
| 24.06.1986                         | Koeppen, Wolfgang (1906–1996), Schriftsteller | Reich-Ranicki, Marcel                   |
| 13.07.1986                         | Chargaff, Erwin (1905–2002), Chemiker und Essayist | Kreuzer, Franz                          |
| 12.08.1986                         | Albertz, Heinrich (1915–1993), evangelischer Pastor und Politiker (SPD) | Schwarze, Hans Werner                   |
| 07.09.1986                         | Porsche, Ferdinand (1909–1998), Automobilbau-Unternehmer, Ingenieur | Kustermann, Peter                       |
| 05.10.1986                         | Bartoszewski, Wladyslaw (1922–2015), polnischer Historiker, Publizist und Politiker | Albus, Michael                          |
| 05.10.1986                         | Haaf, Oskar (1905–?), Rundfunk-Pionier, Leiter der Abteilung Unterhaltung des SWF; Holzamer, Karl (1906–2007), Mitarbeiter beim Westdeutschen Rundfunk und beim Reichssender Köln, ZDF-Gründungsintendant; Schäferdiek, Willi (1903–1993), Rundfunk-Dramaturg; Wagenführ, Kurt (1903–1987), Medienjournalist; Thema der Gesprächsrunde: Geschichte des Radios, Geschichte des Rundfunks zwischen 1923 und 1945 | Bausch, Hans                            |
| 19.10.1986                         | Bermann Fischer, Gottfried (1897–1995), Verleger, und Bermann Fischer, Brigitte (1905–1991) | Willms, Johannes                        |
| 11.11.1986                         | Adler, H. G. (1910–1988), Schriftsteller, Holocaust-Überlebender | Knebusch, Hans-Christoph                |
| 24.12.1986                         | Höffner, Kardinal Josef (1906–1987), Erzbischof von Köln | Albus, Michael                          |
| 18.01.1987                         | Kunst, Hermann (1907–1999), evangelischer Theologe und Militärbischof | Krauss, Meinold                         |
| 10.02.1987                         | Bock, Hans Erhard (1903–2004), Internist | Mohl, Hans                              |
| 08.03.1987                         | Heym, Stefan (1913–2001), Schriftsteller | Sager, Dirk                             |
| 17.03.1987                         | Mayer, Hans (1907–2001), Literaturwissenschaftler, Jurist und Sozialforscher | Pinkerneil, Beate                       |
| 20.04.1987, 26.04.1987             | Hoppe, Marianne (1909–2002), Schauspielerin | Schedlich, Hajo                         |
| 12.05.1987                         | Baudissin, Wolf Graf von (1907–1993), Generalleutnant und Militärtheoretiker | Dambmann, Gerhard                       |
| 11.06.1987                         | Gradl, Johann Baptist (1904–1988), Politiker (CDU) | Fest, Joachim                           |
| 23.06.1987                         | Bucerius, Gerd (1906–1995), Verleger und Politiker | Baring, Arnulf                          |
| 28.06.1987                         | Weizsäcker, Carl Friedrich von (1912–2007), Physiker, Philosoph, Friedensforscher | Koslowski, Peter                        |
| 08.07.1987                         | Ardenne, Manfred von (1907–1997), Naturwissenschaftler und Erfinder | Eichelbeck, Reinhard                    |
| 05.08.1987                         | Jokl, Ernst (1907–1997), Pionier der Sportmedizin | Mohl, Hans                              |
| 12.08.1987                         | Rosenthal, Philip (1916–2001), Industrieller und Politiker (SPD) | Kustermann, Peter                       |
| 23.08.1987                         | Pieper, Josef (1904–1997), christlicher Philosoph, Soziologe, Schriftsteller | Homering, Wolfgang                      |
| 14.09.1987                         | Lindenberg, Wladimir (1902–1997), russisch-deutscher Arzt | Schnelting, Karl B.                     |
| 04.10.1987                         | Lionel, Frédéric (1908–1999), französischer Schriftsteller, Philosoph und Mystiker | Schnelting, Karl B.                     |
| 27.10.1987                         | Solti, Georg (1912–1997), Dirigent | Müller, Friedrich                       |
| 15.11.1987                         | Mihaly, Jo (1902–1989), Tänzerin, Schauspielerin, Dichterin und Autorin | Ott, Theo                               |
| 18.11.1987                         | Louis Ferdinand von Preußen (1907–1994), Oberhaupt des Hauses Hohenzollern | Müller, Friedrich                       |
| 13.12.1987                         | Müller, Max (1906–1994), Philosoph und Hochschullehrer | Vossenkuhl, Wilhelm                     |
| 03.01.1988, 19.01.1988, 26.01.1988 | Arnheim, Rudolf (1904–2007), Mitbegründer der modernen Kunstpädagogik | Hermann, Ingo                           |
| 14.03.1988                         | Pflimlin, Pierre (1907–2000), französischer Jurist und Politiker | Müller, Friedrich                       |
| 27.03.1988                         | Goes, Albrecht (1908–2000), Schriftsteller und evangelischer Theologe | Schwab, Hans-Rüdiger                    |
| 03.05.1988                         | Muller, Robert (1925–1998), stellvertretender Generalsekretär der Vereinten Nationen | Rohr, Wulfing von                       |
| 07.07.1988                         | Schütte-Lihotzky, Margarete (1897–2000), Architektin | Nussbaum, Heinrich von                  |
| 10.07.1988                         | Harrer, Heinrich (1912–2006), Bergsteiger und Forschungsreisender | Eichelbeck, Reinhard                    |
| 11.07.1988                         | Ben-Chorin, Schalom (1913–1999), Religionsphilosoph und Journalist | Fuchs, Ernst (1930–2015), österr. Maler |
| 04.09.1988                         | Burger, Eric (?–?), Germanist, Übersetzer, Theaterschaffender und Journalist | Schwarzenau, Dieter                     |
| 03.10.1988                         | Gray, Martin (1922–2016), Holocaust-Überlebender und Autor | Rohr, Wulfing von                       |
| 25.10.1988, 26.10.1988             | Augstein, Rudolf (1923–2002), Journalist und Verleger (Der Spiegel) | Pinkerneil, Beate                       |
| 13.12.1988, 15.12.1988             | Brandt, Willy (1913–1992), Politiker (SPD), Bundeskanzler, Nobelpreisträger | Schättle, Horst                         |
| 22.01.1989                         | Schröder, Gerhard (1910–1989), Politiker (CDU) | Krauss, Meinold                         |
| 07.03.1989                         | Menuhin, Yehudi (1916–1999), Violinist, Bratschist und Dirigent | Bünte, Hans                             |
| 11.04.1989, 23.04.1989             | Reinhardt, Gottfried (1913–1994), Filmproduzent und Regisseur | Wendt-Kummer, Elke                      |
| 09.05.1989                         | Spiel, Hilde (1911–1990), Schriftstellerin und Journalistin | Linsel, Anne                            |
| 25.07.1989                         | Burda, Aenne (1909–2005), Verlegerin | Brawand, Leo                            |
| 01.08.1989                         | Löwenthal, Richard (1908–1991), Politikwissenschaftler | Knebusch, Hans-Christoph                |
| 27.08.1989                         | Frank, Paul (1918–2011), Diplomat | Figge, Klaus                            |
| 10.09.1989                         | Nannen, Henri (1913–1996), Verleger und Publizist | Westermann, Hans Herbert                |
| 01.11.1989, 05.11.1989             | Domin, Hilde (1909–2006), Schriftstellerin, Lyrikerin | Schwab, Hans-Rüdiger                    |
| 14.12.1989                         | Carstens, Karl (1914–1992), Politiker (CDU), Bundespräsident | Schenk, Fritz                           |
| 21.12.1989                         | Schmidt, Helmut (1918–2015), Politiker (SPD), Bundeskanzler | Bresser, Klaus                          |
| 14.01.1990                         | Sahl, Hans (1902–1993), Schriftsteller | Westermann, Hans Herbert                |
| 22.01.1990, 04.02.1990             | Jungk, Robert (1913–1994), Zukunftsforscher und Publizist | Hermann, Ingo                           |
| 30.01.1990                         | Hajek, Jiri (Hájek, Jiří) (1913–1993), tschechischer Politiker und Dissident, Sprecher der Charta 77 | Westermann, Hans Herbert                |
| 08.04.1990                         | Hildesheimer, Wolfgang (1916–1991), Schriftsteller | Hillrichs, Hans Helmut                  |
| 30.04.1990                         | Müller, Franz J. (1924–2015), Mitglied der Widerstandsgruppe „Weiße Rose“ | Hermann, Ingo                           |
| 03.07.1990, 24.07.1990             | Elias, Norbert (1897–1990), Soziologe. Aufgezeichnet 1988. | Huf, Hans-Christian                     |
| 04.07.1990                         | Panikkar, Raimon (1918–2010), spanischer röm.-kath. Priester, Religionsphilosoph | Barloewen, Constantin von               |
| 14.08.1990                         | Flechtheim, Ossip K. (1909–1998), Jurist und Politikwissenschaftler | Nussbaum, Heinrich von                  |
| 20.08.1990                         | Silbermann, Alphons (1909–2000), Soziologe und Publizist | Bünte, Hans                             |
| 04.09.1990                         | Lorentz, Lore (1920–1994), Kabarettistin | Greulich, Helmut                        |
| 16.10.1990                         | Abich, Hans (1918–2003), Filmproduzent, Intendant, Programmdirektor der ARD | Wendt-Kummer, Elke                      |
| 28.10.1990                         | Toepfer, Alfred (1894–1993), Unternehmer | Meinersen, Klaus                        |
| 04.11.1990                         | Kissinger, Henry (1923–2023), Politikwissenschaftler und Politiker (USA) | Kronzucker, Dieter                      |
| 20.11.1990                         | Gilbert, Felix (1905–1991), Historiker | Westermann, Hans Herbert                |
| 04.12.1990                         | Janka, Walter (1914–1994), Dramaturg und Verleger | Westermann, Hans Herbert                |
| 06.01.1991, 20.03.1991             | Luft, Friedrich (1911–1990), Theaterkritiker | Knebusch, Hans-Christoph                |
| 04.02.1991                         | Becker, Maria (1920–2012), Film- und Theaterschauspielerin, Regisseurin | Linsel, Anne                            |
| 11.03.1991                         | Meyer-Jorgensen, Gertrude (1918–2011), NS-Verfolgte, Psychotherapeutin | Huntemann, Hanne                        |
| 03.04.1991                         | Korn, Karl (1908–1991), Journalist, Schriftsteller, Geisteswissenschaftler | Schächter, Markus                       |
| 08.04.1991                         | Tabori, George (1914–2007), Schauspieler, Schriftsteller und Dramatiker | Becker, Peter von                       |
| 30.09.1991                         | Zeiler, Robert (1923–1993), Opfer des NS-Regimes und der UdSSR, KZ-Häftling | Armanski, Gerhard                       |
| 07.10.1991                         | Jens, Walter (1923–2013), Altphilologe, Schriftsteller, Kritiker | Pinkerneil, Beate                       |
| 27.01.1992                         | Friedrich, Heinz (1922–2004), Verleger (dtv) | Saur, Karl-Otto                         |
| 24.02.1992                         | Harich, Wolfgang (1923–1995), Philosoph und Kulturfunktionär in der DDR | Westermann, Hans Herbert                |
| 30.03.1992                         | Mohn, Reinhard (1921–2009), Verleger | Jungblut, Michael                       |
| 07.04.1992                         | Trebitsch, Gyula (1914–2005), Filmproduzent | Schulze-Rohr, Christa                   |
| 14.04.1992                         | Sitte, Willi (1921–2013), Maler und Grafiker, DDR-Kulturfunktionär | Brüssau, Werner                         |
| 27.04.1992                         | Rinser, Luise (1911–2002), Schriftstellerin | Hermann, Ingo                           |
| 18.05.1992                         | Moltke, Freya von (1911–2010), Widerstandskämpferin, Schriftstellerin, Juristin | Hoffmann, Eva                           |
| 30.06.1992                         | Hamm-Brücher, Hildegard (1921–2016), ehemalige Politikerin (FDP) | Wedel, Carola                           |
| 27.07.1992                         | Copley, Alfred L. (1910–1992), deutsch-amerik. Mediziner und Künstler. Als malender Künstler trat er mit dem Namen L. Alcopley auf. | Klar, Hanna Laura                       |
| 31.08.1992                         | Hirsch, Martin (1913–1992), Jurist, Verfassungsrichter und Politiker (SPD) | Hochhuth, Rolf und Hans Lisken          |
| 28.09.1992                         | Mann-Borgese, Elisabeth (1918–2002), Seerechtsexpertin und Publizistin | Seitz, Amadou                           |
| 26.10.1992                         | Mattheuer, Wolfgang (1927–2004), Maler, Graphiker und Bildhauer | Gaus, Günter                            |
| 30.11.1992                         | Habsburg, Otto von (1912–2011), Oberhaupt des Hauses Habsburg | Hermann, Ingo                           |
| 28.12.1992                         | Kindler, Helmut (1912–2008), Verleger | Hoffmeister, Reinhart                   |
| 10.02.1993                         | Schönherr, Albrecht (1911–2009), evangelischer Theologe und Bischof | Westermann, Hans Herbert                |
| 15.02.1993                         | Bentzien, Hans (1927–2015), Politiker (SED), Minister für Kultur der DDR | Gaus, Günter                            |
| 22.03.1993                         | Hiob, Hanne (1923–2009), Schauspielerin, Tochter Bertolt Brechts | Wendt-Kummer, Elke                      |
| 26.04.1993                         | Spira, Steffie (1908–1995), Schauspielerin | Menge, Marlies                          |
| 14.06.1993                         | Goldstücker, Eduard (1913–2000), tschechischer Literaturhistoriker, Diplomat | Westermann, Hans Herbert                |
| 22.06.1993                         | Posener, Julius (1904–1996), Architekturhistoriker und Kunsthistoriker | Panzer, Volker                          |
| 03.08.1993                         | Amerongen, Otto Wolff von (1918–2007), Unternehmer | Brawand, Leo                            |
| 06.09.1993                         | Hersch, Jeanne (1910–2000), Philosophin, Pädagogin und Schriftstellerin | Boehm, Gero von                         |
| 13.09.1993                         | Cohn, Ruth (1912–2010), Psychologin | Hoffer, Wilfried                        |
| 24.09.1993                         | Freund, Giséle (1908–2000), Fotografin und Fotohistorikerin | Troller, Georg Stefan                   |
| 06.10.1993, 13.10.1993             | Leonhard, Wolfgang (1921–2014), Historiker, Publizist, Kenner der Sowjetunion und der DDR | Zimmer, Dieter                          |
| 20.10.1993, 27.10.1993             | Falin, Walentin (1926–2018), sowjetischer Diplomat und politischer Publizist | Sommer, Theo                            |
| 03.11.1993                         | Szczypiorski, Andrzej (1928–2000), Schriftsteller | Linsel, Anne                            |
| 09.11.1993                         | Malkin, Peter Zvi (1927–2005), Agent des Mossad | Radke, Rudolf                           |
| 10.11.1993                         | Bruyn, Günter de (1926–2020), Schriftsteller | Hermann, Ingo                           |
| 24.11.1993                         | Manfred Gerlach (1928–2011), Politiker (LDPD), Staatsratsvorsitzender (DDR) | Brüssau, Werner                         |
| 01.12.1993                         | Forck, Gottfried (1923–1996), evangelischer Theologe und Bischof | Gaus, Günter                            |
| 08.12.1993                         | Frank, Lia (1921–2012), Schriftstellerin | Armanski, Gerhard                       |
| 15.12.1993                         | Strittmatter, Erwin (1912–1994), Schriftsteller | Martens, Alexander U.                   |
| 21.12.1993                         | Schirdewan, Karl (1907–1998), Politiker (SED) | Paeschke, Carl-Ludwig                   |
| 02.02.1994                         | Magnago, Silvius (1914–2010), italienischer Politiker, Landeshauptmann Südtirols | Müller, Friedrich                       |
| 08.03.1994                         | Glaser, Georg K. (1910–1995), Schriftsteller | Troller, Georg Stefan                   |
| 15.03.1994                         | Cassirer, Reinhold (1908–2001), deutsch-südafrikanischer Galerist | Figge, Klaus                            |
| 28.04.1994                         | Simmel, Johannes Mario (1924–2009), Schriftsteller | Müller, Friedrich                       |
| 18.05.1994                         | Rezzori, Gregor von (1914–1998), Schriftsteller und Filmschauspieler | Boehm, Gero von                         |
| 25.05.1994                         | Kostolany, André (1906–1999), Börsen- und Finanzexperte, Journalist | Gross, Johannes                         |
| 08.06.1994                         | Gadamer, Hans-Georg (1900–2002), Philosoph | Busche, Jürgen                          |
| 29.06.1994                         | Dohna-Schlobitten, Alexander Fürst zu (1899–1997), Großgrundbesitzer, Offizier | Schenk, Susanne von                     |
| 20.07.1994                         | Kleist, Ewald-Heinrich von (1922–2013), Offizier und Widerstandskämpfer | Knebusch, Hans-Christoph                |
| 10.08.1994                         | Paepcke, Lotte (1910–2000), Schriftstellerin, NS-Verfolgte | Albus, Michael                          |
| 28.09.1994                         | Neurath, Eva (1908–1999), Emigrantin, britische Kunstbuch-Verlegerin | Wendt-Kummer, Elke                      |
| 19.10.1994, 26.10.1994             | Christians, Friedrich Wilhelm (1922–2004), Bankmanager (Deutsche Bank) | Siegloch, Klaus-Peter                   |
| 30.11.1994, 07.12.1994             | Weiss, Ruth (* 1924), deutsch-südafrikanische Schriftstellerin und Journalistin | Michael, Heiner                         |
| 14.12.1994                         | Zahn, Peter von (1913–2001), Hörfunk- und Fernsehjournalist, USA-Korrespondent | Knops, Tilo                             |
| 11.01.1995                         | Simon, Helmut (1922–2013), Jurist, Richter des Bundesverfassungsgerichts | Albus, Michael                          |
| 25.01.1995                         | Warburg Spinelli, Ingrid (1910–2000), NS-Verfolgte, Emigrantin | Kraatz, Birgit                          |
| 05.04.1995                         | Kunert, Günter (1929–2019), Schriftsteller | Pinkerneil, Beate                       |
| 12.04.1995                         | Müller, Heiner (1929–1995), Dramatiker, Lyriker, Prosa-Autor und Essayist | Schirrmacher, Frank                     |
| 17.05.1995                         | Goldschmidt, Berthold (1903–1996), Komponist, Dirigent und Pianist | Bünte, Hans                             |
| 02.08.1995                         | Teller, Edward (1908–2003), ungarisch-amerikanischer Physiker | Westermann, Hans Herbert                |
| 18.10.1995                         | Hass, Hans (1919–2013), Zoologe, Meeresforscher und Dokumentarfilmer | Panzer, Volker                          |
| 25.10.1995                         | Zink, Jörg (1922–2016), evangelischer Theologe, Pfarrer, Publizist | Krauss, Meinold                         |
| 08.11.1995                         | Mitscherlich, Margarete (1917–2012), Psychoanalytikerin, Ärztin und Autorin | Hoffer, Wilfried                        |
| 15.11.1995                         | Kielmansegg, Johann Adolf Graf von (1906–2006), General der Bundeswehr | Radke, Rudolf                           |
| 31.01.1996                         | Craig, Gordon A. (1913–2005), US-amerikanischer Historiker und Schriftsteller | Willms, Johannes                        |
| 06.03.1996                         | Meyer-Clason, Curt (1910–2012), Übersetzer lateinamerikanischer Literatur, Schriftsteller | Gregor, Michael                         |
| 08.05.1996                         | Weizsäcker, Richard von (1920–2015), Politiker (CDU), Bundespräsident | Hermann, Ingo                           |
| 22.05.1996                         | Niemöller-von Sell, Sibylle (1923–2022), Schriftstellerin, Witwe Martin Niemöllers | Linsel, Anne                            |
| 31.07.1996                         | Gidal, Nachum Tim (1909–1996), deutsch-israelischer Fotojournalist | Troller, Georg Stefan                   |
| 04.09.1996, 11.09.1996             | Kishon, Ephraim (1924–2005), Satiriker, Schriftsteller und Regisseur | Müller, Friedrich                       |
| 23.10.1996                         | Leysen, André (1927–2015), belgischer Wirtschaftsmanager | Jung, Harald                            |
| 11.12.1996                         | Renger, Annemarie (1919–2008), Politikerin (SPD) | Schulze-Rohr, Christa                   |
| 13.01.1997                         | Poelzig-Ockel, Ruth (1904–1996), Schauspielerin | Schwarzenau, Dieter                     |
| 15.01.1997, 22.01.1997             | Masur, Kurt (1927–2015), Dirigent | Langner, Rainer-K.                      |
| 19.02.1997                         | Bölkow, Ludwig (1912–2003), Ingenieur und Unternehmer, Flugzeughersteller | Westermann, Hans Herbert                |
| 05.03.1997                         | Funcke, Liselotte (1918–2012), Politikerin (FDP) | Linsel, Anne                            |
| 02.04.1997                         | Weidenfeld, George (1919–2016), britischer Journalist, Verleger und Diplomat | Troller, Georg Stefan                   |
| 09.04.1997                         | Bahr, Egon (1922–2015), Politiker (SPD) | Schättle, Horst                         |
| 14.05.1997                         | Buchheim, Lothar-Günther (1918–2007), Maler, Fotograf, Verleger, Autor, Sammler | Boehm, Gero von                         |
| 20.08.1997                         | Berggruen, Heinz (1914–2007), Kunstsammler, Autor, Galerist und Mäzen | Gaus, Günter                            |
| 01.10.1997                         | Gombrich, Ernst H. (1909–2001), Kunsthistoriker | Linsel, Anne                            |
| 29.10.1997                         | Stuhlinger, Ernst (1913–2008), Atom-, Elektrotechnik- und Raketenwissenschaftler | Siegloch, Klaus-Peter                   |
| 28.01.1998                         | Hentig, Hartmut von (* 1925), Erziehungswissenschaftler und Publizist | Schulze-Rohr, Christa                   |
| 18.02.1998                         | Dingwort-Nusseck, Julia (1921–2025), Wirtschaftsjournalistin, Mitglied des Präsidiums der Deutschen Bundesbank | Zink, Franz                             |
| 25.03.1998                         | Sontheimer, Kurt (1928–2005), Politikwissenschaftler | Berls, Ulrich                           |
| 22.04.1998                         | Hoffmann, Hilmar (1925–2018), Kulturschaffender und Kulturfunktionär | Hermann, Ingo                           |
| 27.05.1998                         | Adenauer, Max (1910–2004), Oberstadtdirektor von Köln, Sohn Konrad Adenauers | Trampe, Gustav                          |
| 29.07.1998                         | Rommel, Manfred (1928–2013), Politiker (CDU), Publizist | Berls, Ulrich                           |
| 05.08.1998                         | Stern, Horst (1922–2019), Journalist, Filmemacher und Schriftsteller | Hocke, Thomas                           |
| 14.10.1998                         | Zadek, Peter (1926–2009), Theaterregisseur | Gondolf, Benedikt                       |
| 25.11.1998                         | Boysen, Rolf (1920–2014), Schauspieler | Linsel, Anne                            |
| 27.01.1999                         | Schöne, Albrecht (1925–2025), Germanist | Hillrichs, Hans Helmut                  |
| 17.02.1999                         | Küng, Hans (1928–2021), katholischer Theologe, Priester, Kirchenkritiker | Schmidt, Wolf-Rüdiger                   |
| 31.03.1999                         | Parin, Paul (1916–2009), Psychoanalytiker und Ethnologe | Troller, Georg Stefan                   |
| 28.04.1999                         | Dahrendorf, Ralf (1929–2009), Soziologe, Politiker, Publizist | Westermann, Hans Herbert                |
| 26.05.1999                         | May, Gisela (1924–2016), Schauspielerin und Diseuse | Langner, Rainer-K.                      |
| 30.06.1999                         | Stern, Fritz (1926–2016), Historiker | Willms, Johannes                        |
| 25.08.1999                         | Dedecius, Karl (1921–2016), Übersetzer und Schriftsteller | Kijowska, Marta                         |
| 29.09.1999                         | Weizenbaum, Joseph (1923–2008), Informatiker, Gesellschaftskritiker | Omphalius, Ruth                         |
| 24.11.1999                         | Genscher, Hans-Dietrich (1927–2016), Politiker (FDP) | Brost, Marc                             |
| 26.01.2000                         | Brauner, Artur (1918–2019), Filmproduzent, Holocaust-Überlebender | Schulze-Rohr, Christa                   |
| 23.02.2000                         | Wapnewski, Peter (1922–2012), Mediävist | Glotz, Peter                            |
| 29.03.2000                         | Fischer-Dieskau, Dietrich (1925–2012), Sänger und Dirigent | Büning, Eleonore                        |
| 26.04.2000                         | Scholl-Latour, Peter (1924–2014), Journalist und Publizist | Boehm, Gero von                         |
| 31.05.2000                         | Cramer, Friedrich (1923–2003), Chemiker und Genforscher | Darsow, Kurt                            |
| 30.08.2000                         | Kempski, Hans Ulrich (1922–2007), Journalist (Süddeutsche Zeitung) | Saur, Karl-Otto                         |
| 26.09.2000                         | Kohl, Helmut (1930–2017), Politiker (CDU), Bundeskanzler | Siegloch, Klaus-Peter                   |
| 04.10.2000                         | Grosser, Alfred (1925–2024), Publizist, Soziologe und Politikwissenschaftler | Berls, Ulrich                           |
| 25.10.2000                         | Grass, Günter (1927–2015), Schriftsteller, Bildhauer, Grafiker, Nobelpreisträger | Busche, Jürgen                          |
| 31.01.2001                         | Sölle, Dorothee (1929–2003), evangelische Theologin und Pazifistin | Schmidt, Wolf-Rüdiger                   |
| 28.02.2001                         | Ossowski, Leonie (1925–2019), Schriftstellerin | Kijowska, Marta                         |
| 28.03.2001                         | Noelle-Neumann, Elisabeth (1916–2010), Pionierin der Demoskopie | Radke, Rudolf                           |
| 25.04.2001                         | Stern, Carola (1925–2006), Journalistin und Publizistin | Linsel, Anne                            |
| 27.06.2001                         | Ludwig, Christa (1928–2021), Opern- und Konzertsängerin | Bünte, Hans                             |
| 04.07.2001, 11.07.2001             | Schimmel, Annemarie (1922–2003), Islamwissenschaftlerin | Schulze-Rohr, Christa                   |
| 26.09.2001                         | Pulver, Liselotte (* 1929), Schauspielerin | Rohwer, Jörn Jacob                      |
| 17.10.2001                         | Valente, Caterina (1931–2024), Sängerin, Schauspielerin und Entertainerin | Brigl, Kathrin                          |
| 05.12.2001                         | Feltrinelli, Inge (1930–2018), Fotografin und Verlegerin | Rohwer, Jörn Jacob                      |
| 30.01.2002                         | Hase, Karl-Günther von (1917–2021), Diplomat und ZDF-Intendant | Janke, Hans                             |
| 17.02.2002                         | Krockow, Christian Graf von (1927–2002), Publizist, Historiker | Kijowska, Marta                         |
| 24.03.2002                         | Vermehren, Isa (1918–2009), Kabarettistin, NS-Verfolgte, Ordensschwester | Kühn, Volker                            |
| 07.04.2002                         | Loest, Erich (1926–2013), Schriftsteller | Zimmer, Dieter                          |
| 12.05.2002                         | Nagel, Ivan (1931–2012), Theaterwissenschaftler und -intendant, Publizist | Stoessel, Marleen                       |
| 30.06.2002                         | Metternich, Tatiana Fürstin von (1915–2006), Malerin, Schriftstellerin, Mäzenin | Kijowska, Marta                         |
| 22.09.2002                         | Harig, Ludwig (1927–2018), Schriftsteller und Übersetzer | Lörcher, Wolfgang                       |
| 03.11.2002                         | Tübke, Werner (1929–2004), Maler und Graphiker | Linsel, Anne                            |
| 15.12.2002                         | Rohe, Georgia van der (1914–2008), Schauspielerin und Regisseurin | Homering, Wolfgang                      |
| 02.02.2003, 16.02.2003             | Fest, Joachim (1926–2006), Journalist, Historiker, Herausgeber (FAZ) | Willemsen, Roger                        |
| 23.03.2003, 30.03.2003             | Wagenbach, Klaus (1930–2021), Verleger | Radisch, Iris                           |
| 02.11.2003                         | Siedler, Wolf Jobst (1926–2013), Verleger und Publizist | Willemsen, Roger                        |
| 14.12.2003                         | Härtling, Peter (1933–2017), Schriftsteller | Kijowska, Marta                         |
| 18.04.2004                         | Kertész, Imre (1929–2016), Schriftsteller, Nobelpreis für Literatur | Radisch, Iris                           |
| 19.09.2004                         | Kaiser, Joachim (1928–2017), Musik-, Literatur- und Theaterkritiker | Willemsen, Roger                        |
| 24.10.2004                         | Blumenthal, W. Michael (* 1926), Volkswirt, Industriemanager und Politiker (USA), Direktor des Jüdischen Museums Berlin | Kijowska, Marta                         |
| 28.11.2004                         | Hennis, Wilhelm (1923–2012), Politikwissenschaftler | Berls, Ulrich                           |
| 09.04.2014                         | Schröder, Gerhard (* 1944), Politiker (SPD), Bundeskanzler | Bellut, Thomas                          |
| 28.09.2014                         | Genscher, Hans-Dietrich (1927–2016), Politiker (FDP) | Frey, Peter                             |
| 15.11.2015                         | Enzensberger, Hans-Magnus (1929–2022), Schriftsteller | Boehm, Gero von                         |
| 01.05.2016                         | Krenz, Egon (* 1937), Politiker (SED), Staatsratsvorsitzender der DDR | Augstein, Jakob                         |
| 05.06.2016                         | Troller, Georg Stefan (* 1921), Schriftsteller, Journalist und Dokumentarfilmer | Boehm, Gero von                         |
| 28.08.2016                         | Walser, Martin (1927–2023), Schriftsteller | Dorn, Thea                              |
| 09.07.2017                         | Fischer, Joschka (* 1948), Politiker (Bündnis 90/Die Grünen) | Slomka, Marietta                        |
| 19.04.2020                         | Trotta, Margarethe von (* 1942), Schauspielerin, Regisseurin und Drehbuchautorin | Boehm, Gero von                         |

## Belege
1. ↑  Karl B. Schnelting (Hrsg.): Zwischen Diktatur und Literatur. Marcel Reich-Ranicki im Gespräch mit Joachim Fest. Nach der Sendereihe des ZDF „Zeugen des Jahrhunderts“. Frankfurt 1987. www.spiegel.de vom 18. September 2013.
2. ↑  Sebastian Hammelehle: Zum Tode Marcel Reich-Ranickis: Ein deutsches Leben, www.spiegel.de vom 18. September 2013. spiegel.de
3. ↑  Aus der Vorankündigung des ZDF zur Wiederaufnahme der Sendereihe am 9. April 2014. Zeitzeuge: Gerhard Schröder (Memento vom 12. April 2014 im Internet Archive)
4. ↑  In der ZDF-Mediathek werden im Juni 2014 auch einzelne Sendungen aus der Reihe Zur Person von Günter Gaus unter der Rubrik „Zeugen des Jahrhunderts“ einsortiert. Ein Abgleich der chronologischen Liste seitens Mitarbeiter des ZDF ergab keine weitere Sendungen; der Grund für die abweichende ZDF-Angabe „über 300“ lässt sich nicht aufklären.
5. ↑  litw3.uni-muenster.de
6. ↑  Portrait Gertrude Meyer-Jorgensens anlässlich der Ausstellung Trotz alledem! über den Widerstand in der NS-Zeit im Rhein-Main-Gebiet, Bad Kreuznach, 27. Oktober bis 23. November 2015. widerstand-portrait.de
7. ↑  Faschisten in der DDR und antifaschistischer Widerstand, Antifa-Ausschüsse – Die späte Heimkehr des Robert Zeiler. Erlebnisbericht von Robert Zeiler, erschienen in der DDR-Zeitschrift Antifaschistischer Widerstandskämpfer, Ausgabe 12, 1989.
8. ↑  Berlinerin, noch immer. Portrait von Wolfhart Draeger, in: Die Zeit v. 26. Juni 1992. zeit.de
9. ↑  Das ZDF verbreitet online zusätzlich zur ausgestrahlten 43-minütigen TV-Sendung noch eine 186-minütige Langfassung des Gesprächs. zdf.de
10. ↑  Barbara Möller: Jahrhundertzeugen: Martin Walser, Auschwitz und kein Ende. In: Die Welt vom 28. August 2016. welt.de
11. ↑  Hannah Bethke: TV-Interview mit Martin Walser: Geschichte endet nicht. In: Frankfurter Allgemeine Zeitung vom 28. August 2016. 
 faz.net